# احساس شور و هیجان
احساس شور و هیجان (انگلیسی: Feeling Sensation) اولین آلبوم تک‌آهنگ از گروه پسرانۀ اهل کره جنوبی اس‌اف۹ است. این آلبوم در ۵ اکتبر ۲۰۱۶ توسط اف‌ان‌سی انترتیمنت منتشر شد. و شامل سه آهنگ، از جمله «هیاهو» است.

## موفقیت تجاری
آلبوم تک‌آهنگ بیش از ۳۲۳۲۲ نسخه در کره جنوبی فروخت. در جدول گائون کره در رتبه ششم قرار گرفت.